# 구영탄
구영탄은 대한민국 만화가 고행석의 만화에 항상 등장하는 캐릭터이다.

## 전설의 야구왕
구영탄은 《전설의 야구왕》 주인공으로 시속 200km가 넘는 공을 던지는 뛰어난 투수이다. (현실에서는 시속 160km대가 한계이고, 더 빠르게 공을 던지는 건 물리적으로 불가능하다고 알려져 있다.)
참고로 2011년 4월 19일 메이저 리그 신시내티 레즈 소속의 아롤디스 채프먼이 던진 공이 전광판에 106마일 (170.6 km)로 측정되어 화제를 불러모았다. 당시 FOX스포츠의 중계방송 화면에는 105마일이 나왔고 메이저 리그 공식기록상으로는 102.4마일이 측정되었다.

## 기타
- 김성모는 고행석의 문하생 출신으로 그 흔적을 럭키짱의 등장인물인 표독수에서 찾을 수 있는데 표독수는 구영탄과 외모가 상당히 유사하다.